# Nathalie Simon
Nathalie Simon, nach Heirat Nathalie Chevalier (* 14. April 1962 in Le Petit-Quevilly), ist eine ehemalige französische Leichtathletin, die sich auf den Kurzstreckenlauf spezialisiert hatte.

## Sportliche Karriere
Die 1,71 Meter große Nathalie Simon startete für den Racing Club de France in Paris. Sie gewann bei den französischen Meisterschaften 1986 im 400-Meter-Lauf. Ihre Bestzeit von 52,05 Sekunden lief sie 1987.
1987 bei den Weltmeisterschaften in Rom belegte die 4-mal-400-Meter-Staffel mit Nathalie Simon, Nadine Debois, Helene Huart und Fabienne Ficher im Finale den siebten Platz in 3:27,60 Minuten. Kurz darauf siegte Simon bei den Mittelmeerspielen in Latakia in 52,86 Sekunden über 400 Meter. Simon gewann auch mit der 4-mal-100-Meter-Staffel, mit der 4-mal-400-Meter-Staffel belegte sie den zweiten Platz hinter den Italienerinnen.
1988 bei den Olympischen Spielen in Seoul qualifizierte sich Simon über 400 Meter für das Viertelfinale, trat aber dann nicht an. Eine Woche später lief die 4-mal-400-Meter-Staffel mit Fabienne Ficher, Nathalie Simon, Évelyne Élien und Nadine Debois ins Olympiafinale und belegte in 3:29,37 Minuten den siebten Platz.